# 当別町
当別町（とうべつちょう）は、北海道石狩振興局管内北東部にある町。石狩郡に属する。

## 概要

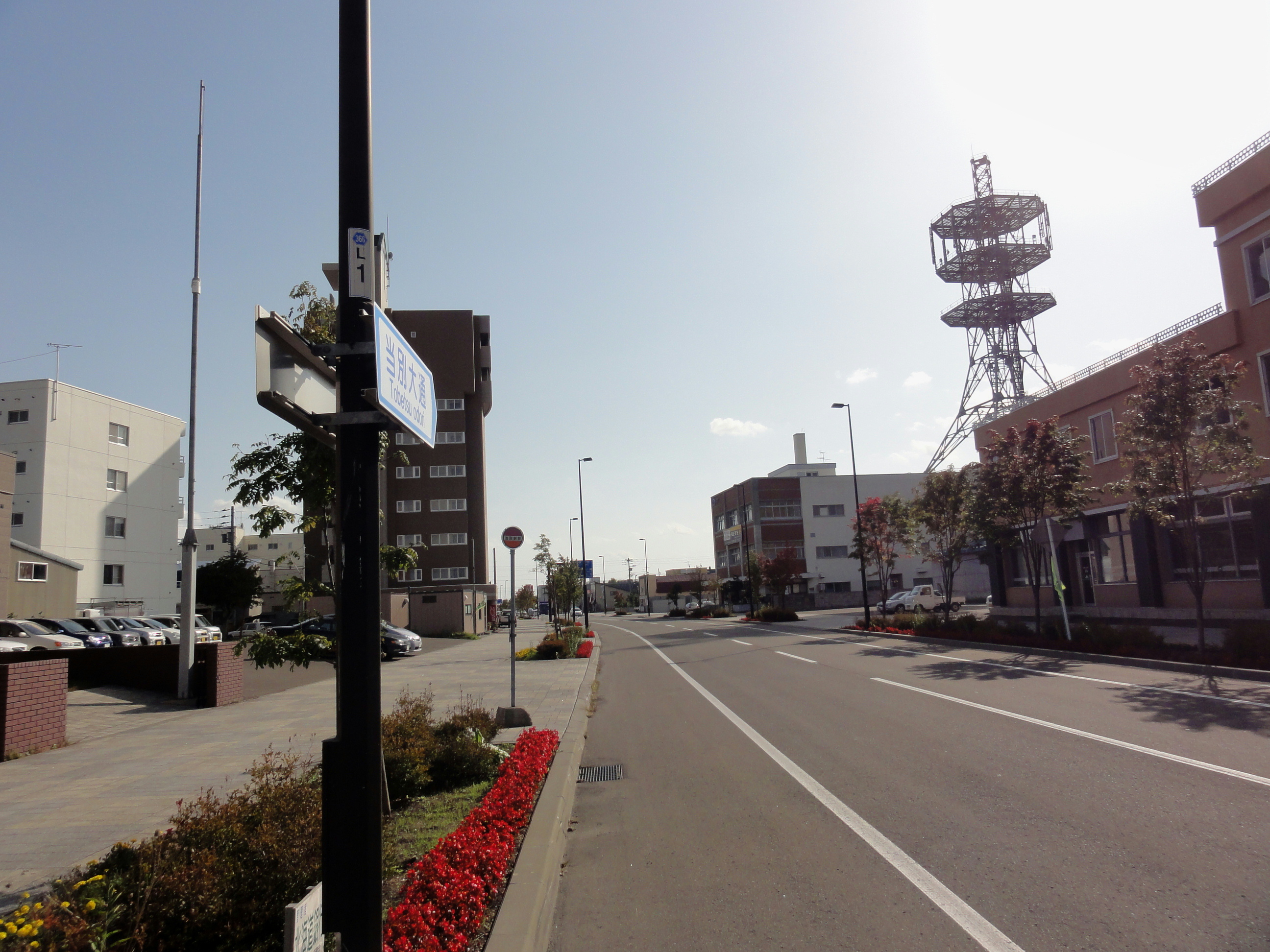
当別町中心部

主要な市街地は札幌市都心から20 - 30 km ほどである。自然豊かな町で、生花、米の生産が盛ん。北海道医療大学と提携して、「当別町二万人歯の健康プロジェクト」を推進するなどの活動も行っている。
町名は当別川のアイヌ語名「トペッ（to-pet）」（沼・川）に由来する。
当別町役場は1970年（昭和45年）に当別町白樺町58番地9に建設された（鉄筋コンクリート構造、延床面積3,075 m2）。しかし、1970年に建設された庁舎は耐震基準を満たしておらず、バリアフリーにも対応していないため新庁舎の整備が検討されている。

## 地理

### 位置
石狩振興局管区の北部に位置し、町域は南北に細長い。北部は山間部で石狩川の支流である当別川が青山ダム・当別ダムを経て石狩平野へと南下する。1990年9月より、『道民の森』が実現。
南部は平野地帯で、田園風景が広がる。市街地は江別市の北に位置する当別駅周辺と札幌市北区寄りの太美駅周辺、太美地区の北側の丘陵に位置する緑豊かな街並の住宅街・スウェーデンヒルズなどである。

### 地形

#### 山地
主な山
- ピンネシリ（1100m）
- 待根山（1002m）
- 神居尻山（947m）
- 隈根尻山（971m）

#### 河川
主な川
- 石狩川
- 当別川
- 篠津川
- 篠津運河
- パンケチュウベシナイ川
- 材木川

#### 湖沼
主な湖
- 当別ふくろう湖（当別ダム）

主な池
- 青山貯水池（青山ダム）

### 人口
| |                                        |  |
| 当別町と全国の年齢別人口分布（2005年） | 当別町の年齢・男女別人口分布（2005年） |  |
| ■紫色 ― 当別町 ■緑色 ― 日本全国 | ■青色 ― 男性 ■赤色 ― 女性              |  |
| 当別町（に相当する地域）の人口の推移 \| 1970年（昭和45年） \| 18,549人 \| \| \| 1975年（昭和50年） \| 17,351人 \| \| \| 1980年（昭和55年） \| 17,316人 \| \| \| 1985年（昭和60年） \| 16,507人 \| \| \| 1990年（平成2年） \| 15,825人 \| \| \| 1995年（平成7年） \| 19,672人 \| \| \| 2000年（平成12年） \| 20,778人 \| \| \| 2005年（平成17年） \| 19,982人 \| \| \| 2010年（平成22年） \| 18,769人 \| \| \| 2015年（平成27年） \| 17,278人 \| \| \| 2020年（令和2年） \| 15,916人 \| \| |                                        |  |
| 総務省統計局 国勢調査より |                                        |  |
| 1970年（昭和45年） | 18,549人                               |  |
| 1975年（昭和50年） | 17,351人                               |  |
| 1980年（昭和55年） | 17,316人                               |  |
| 1985年（昭和60年） | 16,507人                               |  |
| 1990年（平成2年） | 15,825人                               |  |
| 1995年（平成7年） | 19,672人                               |  |
| 2000年（平成12年） | 20,778人                               |  |
| 2005年（平成17年） | 19,982人                               |  |
| 2010年（平成22年） | 18,769人                               |  |
| 2015年（平成27年） | 17,278人                               |  |
| 2020年（令和2年） | 15,916人                               |  |

### 隣接自治体・行政区
石狩振興局
- 札幌市（北区、東区）
- 石狩市
- 江別市
- 石狩郡：新篠津村

空知総合振興局
- 樺戸郡：月形町
- 樺戸郡：浦臼町
- 樺戸郡：新十津川町

## 歴史

### 近世
江戸時代
- 江戸時代は 厚田村と共にアイヌ人との交易が行われていた。

### 近代
明治時代
- 1869年（明治元年）- 当別町の地域が北海道石狩国石狩郡の領域となり、開拓使の管轄になる。
- 1872年（明治05年）- 仙台藩の岩出山領主だった伊達邦直が元家臣などとともに当別での開拓を開始。同じ伊達家の旧宇和島藩も開拓に加わり、これが姉妹都市縁組の礎となる。
- 1882年（明治15年）- 開拓使の廃止に伴い、当別町の領域が札幌県に含まれる。
- 1886年（明治19年）- 札幌県が北海道庁に統合される。
- 1902年（明治35年）- 二級町村制施行に伴い石狩郡当別村が発足。
- 1907年（明治40年）- 一級町村制による石狩郡当別村へ移行する。

昭和時代
- 1947年（昭和22年）5月3日 - 北海道庁が地方公共団体の北海道へ変更。7月1日、当別村が町制を施行し、当別町となる。
- 1979年（昭和54年）- スウェーデンヒルズ計画の策定。市街にスウェーデン的街並みを造成。

### 現代
平成時代
- 2012年（平成24年）- 当別ダム完成。
- 2017年（平成29年）9月21日 - 北欧の風 道の駅とうべつオープン。

## 官公署

### 防衛省
自衛隊
- 航空自衛隊 北部航空方面隊 北部航空警戒管制団
  - 当別分屯基地 第45警戒隊

### 国土交通省
北海道開発局
- 札幌開発建設部
  - 札幌道路事務所当別分庁舎

### 農林水産省
北海道森林管理局
- 石狩森林管理署
  - 当別森林事務所

### 北海道
空知総合振興局
- 札幌建設管理部
  - 当別出張所
  - 当別ダム管理所

石狩振興局
- 産業振興部
  - 石狩農業改良普及センター石狩北部支所
- 森林室
  - 石狩森づくりセンター

### 公共組合
- 当別土地改良区

## 施設

### 警察
本部
- 北海道警察 札幌方面本部

警察署
- 北警察署
  - 当別交番
  - 中小屋駐在所
  - 太美駐在所

### 消防
本部
- 石狩北部地区消防事務組合

消防署
- 当別消防署

### 医療
主な病院
- 北海道医療大学病院

### 郵便局
主な郵便局
- 当別郵便局（集配局）：当別町市街地・金沢・青山地区
- 太美郵便局（集配局）：太美・高岡地区

※ビトエ中島地区は篠路郵便局（札幌市北区）が集配エリアとなっている。

## 対外関係

### 姉妹都市・提携都市

#### 海外
姉妹都市
- レクサンド（スウェーデン王国 ダーラナ県）

#### 国内
姉妹都市
- 大崎市（東北地方 宮城県）
  - 旧玉造郡岩出山町と姉妹都市提携
- 宇和島市（四国地方 愛媛県）

提携都市
- 伊達市（北海道 胆振総合振興局）
  - 歴史兄弟都市提携

## 経済

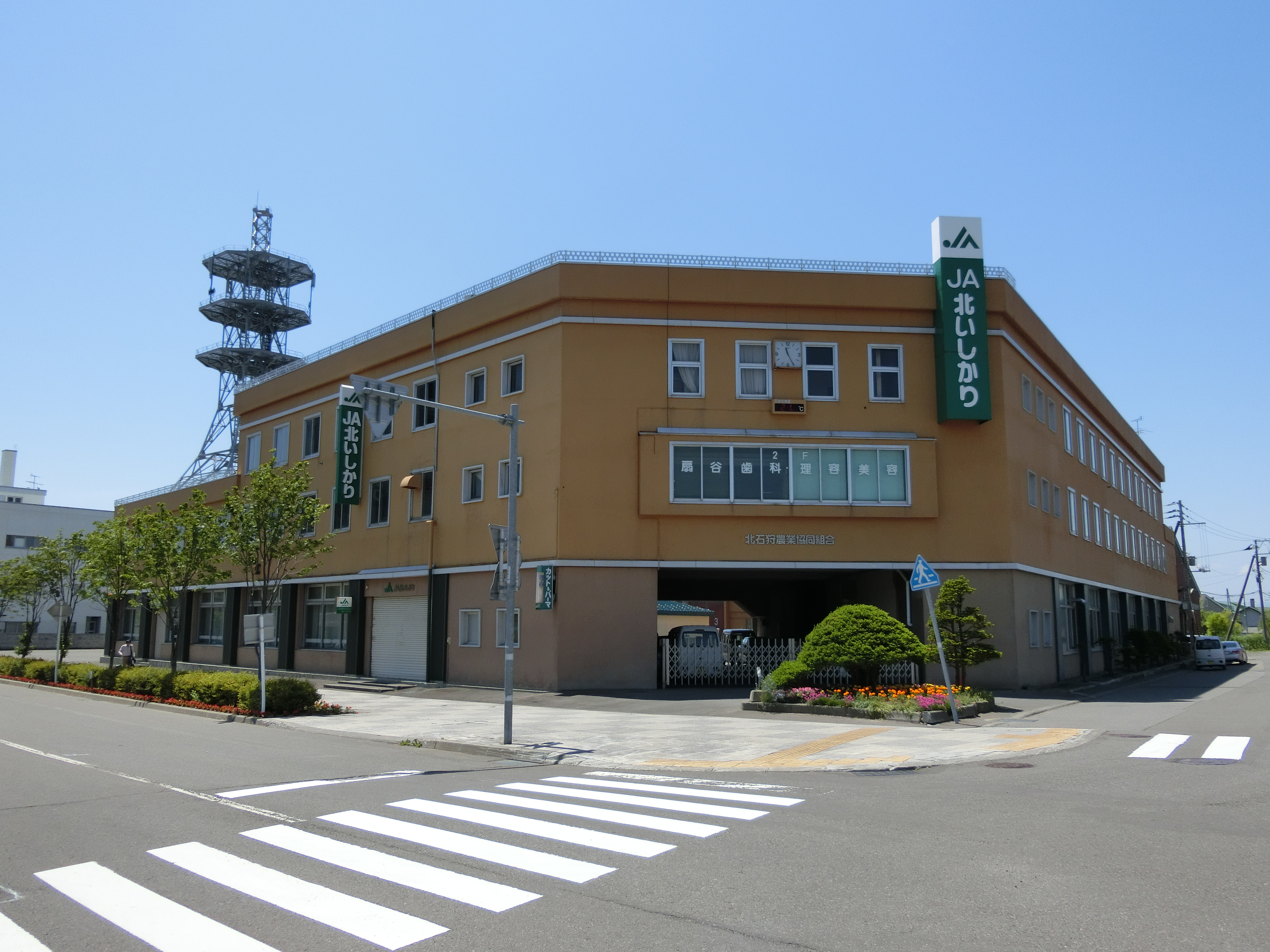
JA北いしかり

基幹産業は農業（稲作、花卉栽培）、林業。石狩支庁で米の生産量が最も多い。札幌市に近い南部の西当別近郊はベッドタウンとしても発達している。

### 商工会
- 当別町商工会
- 当別アパート組合（事務委託団体）

### 第一次産業

#### 農業
- 稲作
- 花弁栽培

#### 林業
- 木材

### 第二次産業

#### 工業
主な工場
- 株式会社 ロイズコンフェクト ふと美工場
- 株式会社 玄米酵素工場
- 有限会社 浅野農場
- 株式会社 ハートランド

### 第三次産業

#### 物流
- ヤマト運輸：札幌主管支店当別センター
- 佐川急便：岩見沢営業所（岩見沢市）
- 日本通運：札幌支店札幌自動車事業所（札幌市白石区）

### 金融機関

#### 銀行
- 北海道銀行：当別支店

#### 信用金庫
- 北海道信用金庫：当別支店

#### 農業協同組合
- 北石狩農業協同組合（JA北いしかり）本所、西当別支所

## 教育

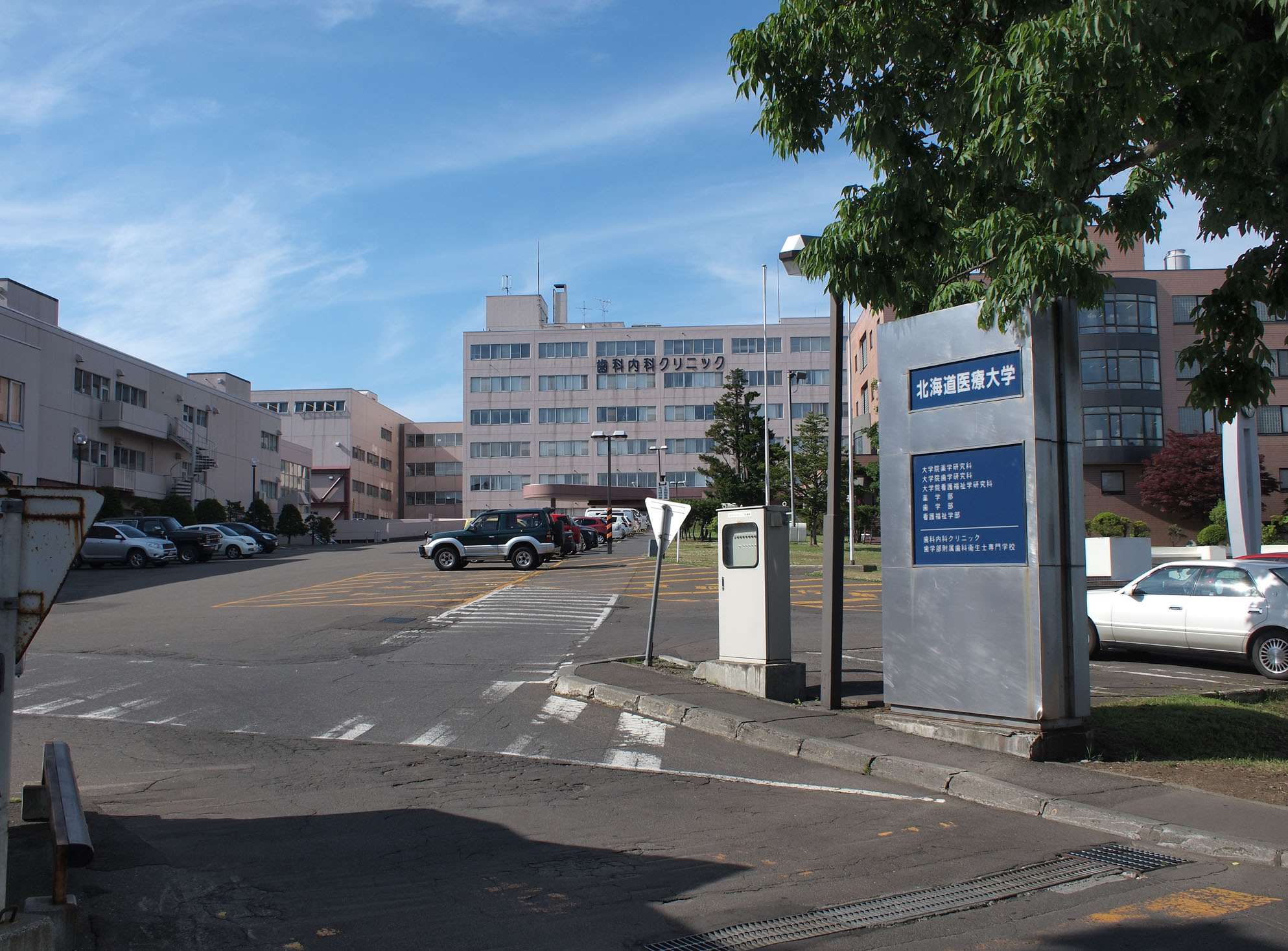
北海道医療大学
当別キャンパス

### 大学
- 北海道医療大学当別キャンパス

### 専修学校
- 北海道医療大学歯学部附属歯科衛生士専門学校

### 高等学校
道立
- 北海道当別高等学校

私立
- 星槎国際高等学校（通信）

### 義務教育学校
- 当別町立とうべつ学園

### 中学校
- 当別町立西当別中学校

### 小学校
- 当別町立西当別小学校

### 幼稚園
- 当別夢の国幼稚園

### 保育所
- ふとみ保育所

### 廃校
- 中小屋小学校（2005年3月31日閉校）
- 東裏小学校（2007年9月2日閉校）
- 蕨岱小学校（2007年3月26日閉校）
- 弁華別小学校（2016年3月31日閉校）
- 弁華別中学校（2016年3月31日閉校）
- 当別中学校（2022年3月31日閉校）
- 当別小学校（2022年3月31日閉校）

## 交通

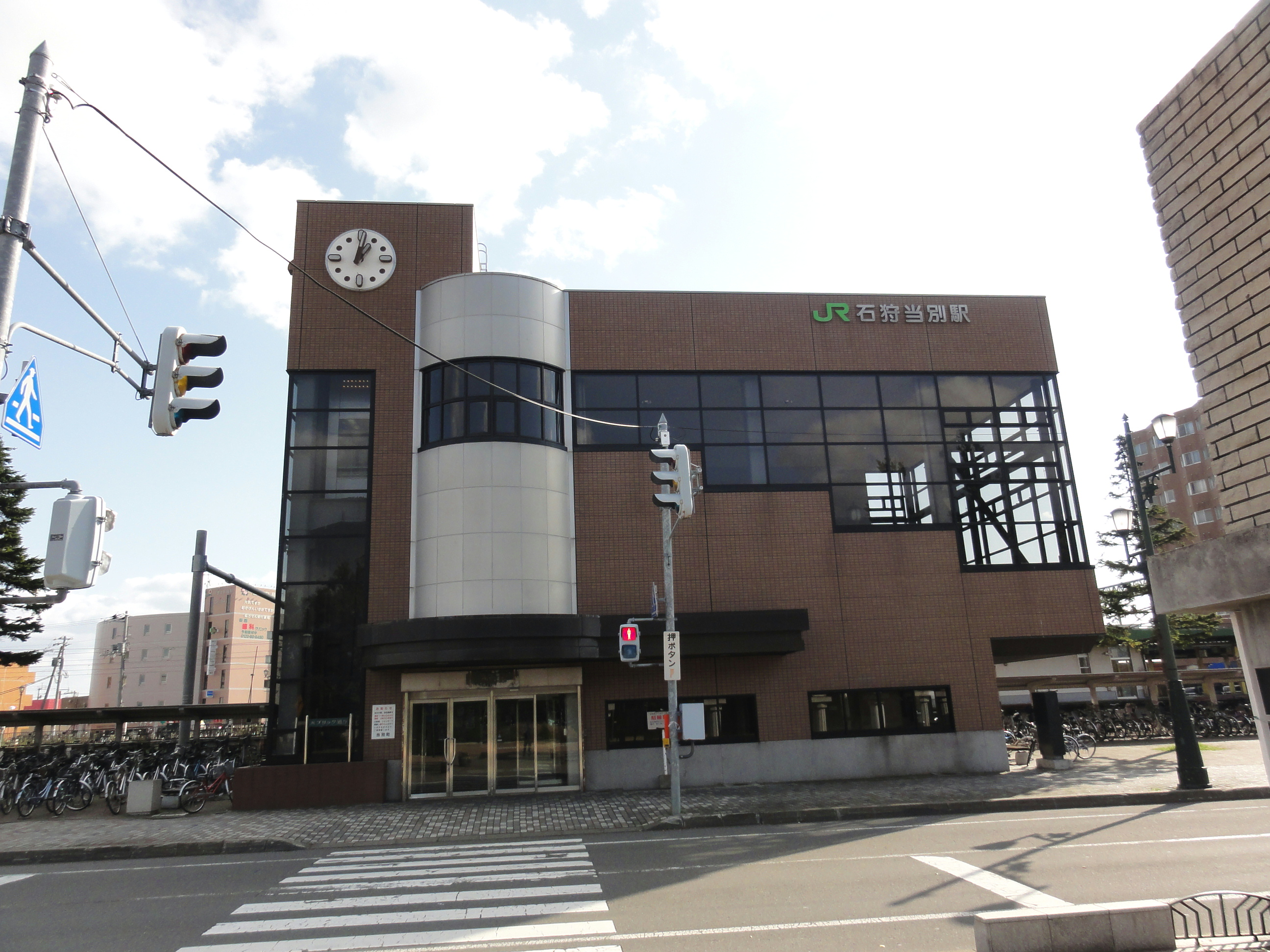
当別駅

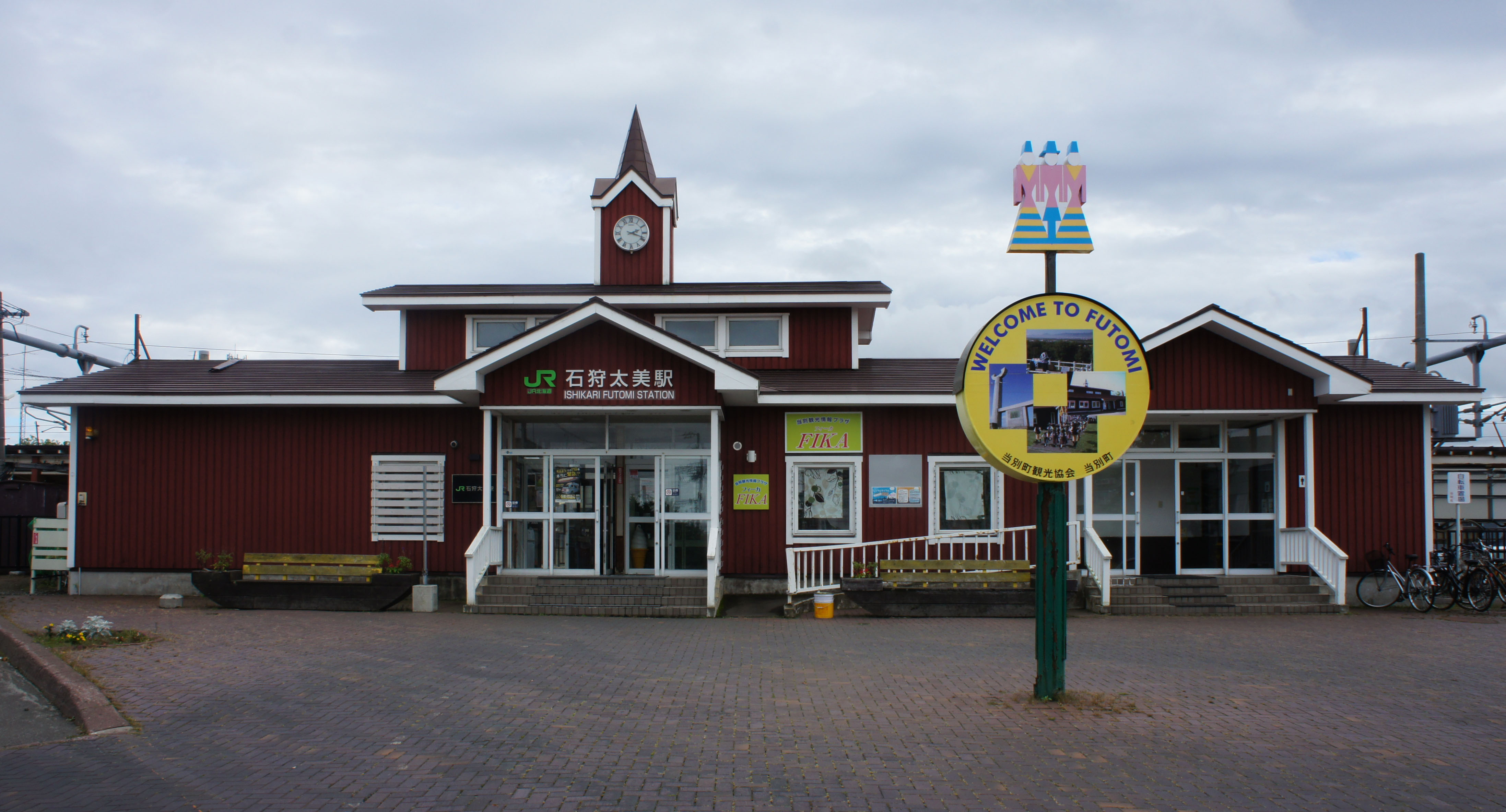
太美駅

### 鉄道
中心となる駅：当別駅

#### 鉄道路線
北海道旅客鉄道（JR北海道）
- 札沼線（学園都市線）：ロイズタウン駅 - 太美駅 - 当別駅 - 北海道医療大学駅[4][5]

#### かつて存在した路線
当別町営軌道（1955年廃止）
北海道旅客鉄道（JR北海道）
- 札沼線（2020年5月7日廃止）：石狩金沢駅 - 本中小屋駅 - 中小屋駅

石狩当別駅（現・当別駅）以南がJR北海道による輸送力強化が進められ、さらに2012年には電化された上に新千歳空港駅直通の快速『エアポート』が1日1往復設定されるなどしたのに対し、同駅以北は列車本数も南側より大幅に少なく、1944年から1946年までは第二次世界大戦に伴う不要不急線の対象となって運行が休止されるなどしていた。ただし、隣駅の北海道医療大学駅までは学生の通学の便宜を図るため前出の電化工事区間にも含まれており、札幌駅 - 石狩当別駅間であった列車の一部が延長運転された。

### バス

#### 路線バス
- 当別ふれあいバス（当別町内全域）
- 下段モータース（札沼線廃止代替バス：当別町～月形町）
- 新篠津村営バス（ニューしのつバス[6]）

かつては北海道中央バスが乗り入れており、町内路線、当別町〜江別市・新篠津村・石狩市・札幌市都心部、石狩太美駅（現・太美駅）〜栄町駅などのバスを運行していた。撤退後一部路線は町から札幌第一観光バスへの委託路線として引き継がれたが、これらはすべて後に委託先が下段モータースへ移管されている。

### タクシー
当別圏エリア
- ホクセイハイヤー
- 平ハイヤー

### 道路

#### 国道
- 国道275号
- 国道337号
  - 道央圏連絡道路
- 国道451号

#### 道道
- 北海道道11号月形厚田線
- 北海道道28号当別浜益港線
- 北海道道81号岩見沢石狩線
- 北海道道112号札幌当別線
- 北海道道366号石狩当別停車場線
- 北海道道527号望来当別線
- 北海道道751号新篠津金沢線
- 北海道道887号中原金沢線

### 道の駅
- 北欧の風 道の駅とうべつ

## 観光

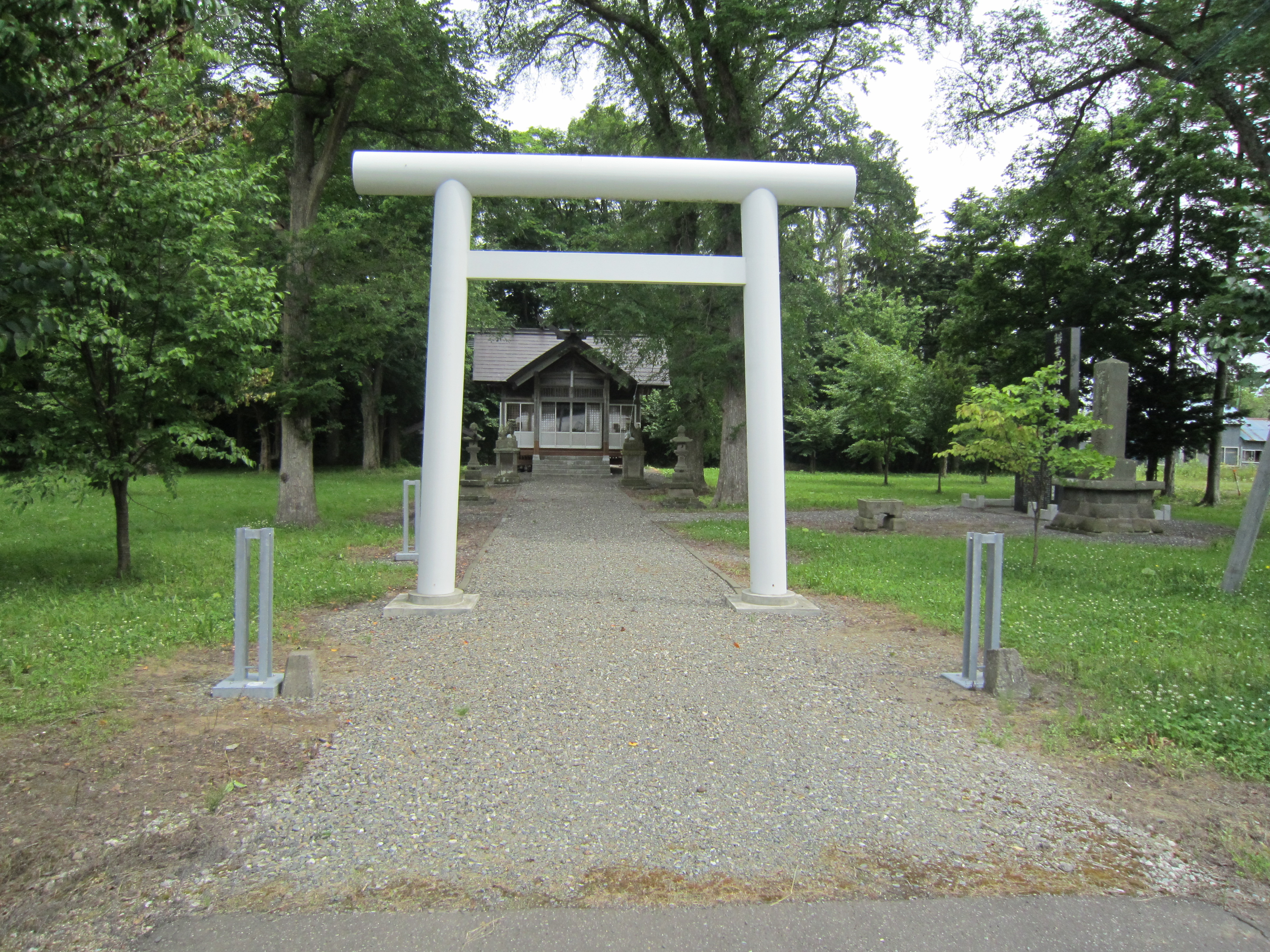
弁華別神社

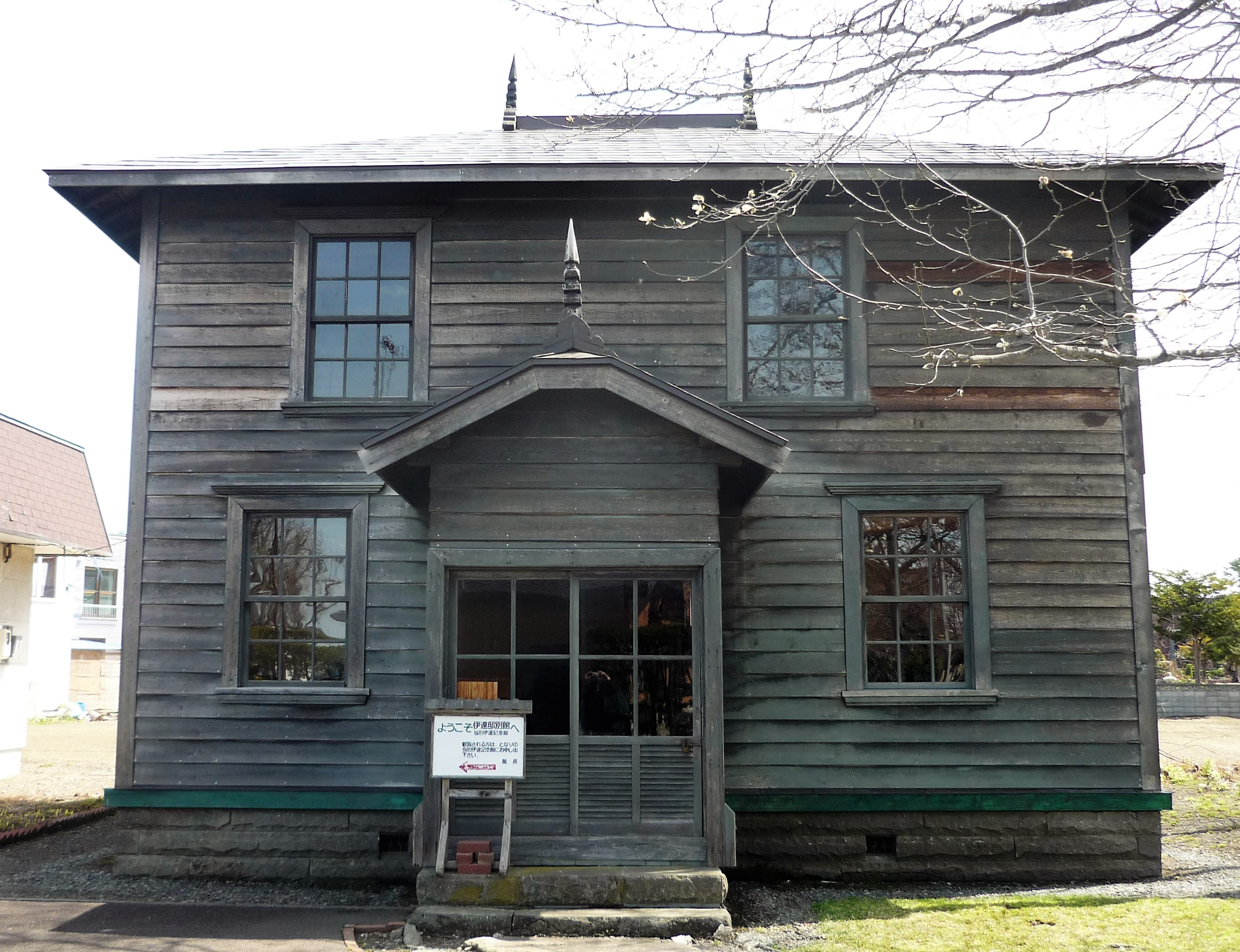
伊達邸別館

### 名所・旧跡
主な神社
- 西当別神社
- 弁華別神社
- 茂平沢神社

主な史跡
- 伊達記念館・伊達邸別館

### 観光スポット
- 夏至祭（当別町役場セールス戦略課）
- ふとみ銘泉 万葉の湯（万葉倶楽部）
- 中小屋温泉
- 開拓ふくろふ乃湯
- 文学碑「石狩川」
- 道民の森
- 劉連仁生還記念碑
- ロイズカカオ＆チョコレートタウン

## 文化・名物

### 祭事・催事
- とうべつ花火大会

## 当別町を舞台とした作品

### テレビドラマ
1978年(昭和53年)の千葉真一主演ドラマ『十字路』で舞台となった。町民と当別町立中小屋小学校の在校生がエキストラで出演し、撮影協力をしている。

## 出身関連著名人
- 荒井聰（政治家）
- 近久武美（機械工学者）
- 上口利男（弁護士）
- 本庄陸男（作家）
- 5代目柳亭痴楽（落語家）
- 佐々木丸美（作家）
- 桜井鈴茂 (小説家）
- 池内友彦（元サッカー選手）
- 新居辰基（元サッカー選手）
- 須藤慎一（フットサル選手）
- 山田英寿（北海道文化放送アナウンサー）
- 木下繁（作家）
- 小林充（元裁判官）
- 本多友紀（作曲家）
- 前川佑（俳優・第33回ジュノン・スーパーボーイ・コンテストグランプリ）
- 柴野嵩大（声優）